# (2431) Skovoroda
(2431) Skovoroda ist ein Asteroid des Hauptgürtels, der am 8. August 1978 vom russischen Astronomen Nikolai Stepanowitsch Tschernych am Krim-Observatorium in Nautschnyj (IAU-Code 095) entdeckt wurde.
Der Asteroid wurde nach dem ukrainischen und russischen Philosophen, Dichter, Fabeldichter und Sänger Gregorius Skoworoda (1722–1794) benannt, dessen Philosophie von Neuplatonikern, dem Stoizismus und dem Mystizismus beeinflusst war und der sich überwiegend mit biblischen Themen befasste.